# Arcadia (figlia di Arcadio)
Arcadia (3 aprile 400 – 444) fu un membro della dinastia teodosiana.
Era la terza delle tre figlie dell'imperatore Arcadio e dell'imperatrice Elia Eudossia; dopo di lei nacque l'atteso erede maschio, Teodosio II.
Seguendo l'esempio della sorella Elia Pulcheria, Arcadia fece un voto di verginità, ma a differenza di quest'ultima non si sposò mai, dedicando la propria vita alle opere di religione.